# 再见，伦敦
再见，伦敦是美国歌手泰勒·斯威夫特的一首歌曲，收录于她的第十一张录音室专辑《苦难诗社》。她与國民樂團的成員亞倫·戴斯納一起创作了这首歌。再见，伦敦是一首以四四拍的浩室音樂节奏作为歌曲的背景的室内流行与合成器流行歌曲，并配以钢琴和合成器。它的抒情内容涉及一段失败的恋情，并探讨了叙述者对这段恋情的后果及其后遗症处理。
在众多评论家对《苦难诗社》的评价中，通常将再见，伦敦作为这张专辑的亮点，称赞其令人心碎的歌词和泰勒优秀的的词曲创作，但也有一部分评论家认为这首歌在抒情方面略显老套。这首歌在Billboard Global 200排行榜中名列第四，并在许多国家的排行榜上进入前十，这首歌在澳大利亚还获得了金唱片认证。

## 背景与发行
泰勒·斯威夫特将她的第十张录音室专辑《午夜》交给联众唱片并决定预计于2022年发行后，就立刻开始潜心创作《苦难诗社》这张专辑。她在2023年的時代巡迴演唱會所有在美国举办的场次中一直秘密的创作这张专辑。在斯威夫特创作这张专辑的时候，正值媒体报道她与英国演员乔·阿尔文结束六年的恋情之际。斯威夫特将这张专辑形容为自己的“生命线”，她“非常有必要”创作这张专辑。联众唱片于2024年4月19日发布了《苦难诗社》这张专辑，这张专辑也是斯威夫特在过去五年间发布的第九张专辑。这首歌曲作为专辑中的第五首歌曲在发行前受到了她的歌迷们的强烈关注，因为她曾说过，她每张专辑的第五首歌都是最脆弱和最情绪化的。

## 作曲与歌词
斯威夫特和美国摇滚乐队國民樂團的成員亞倫·戴斯納一起创作了这首歌。这首歌曲是一首以四四拍的浩室音乐为背景的室内流行乐和合成器流行歌曲。这首歌以斯威夫特的多声道合唱开场，《金融时报》的记者卢多维克·亨特-蒂尔尼（Ludovic Hunter-Tilney）称，这首歌的开场部分让人想起“伦敦的钟声”《时尚》杂志的萨曼莎·奥尔森（Samantha Olson）评价说开场部分令人想起教堂唱诗班式的合唱。
随后，颤抖的合成器与轻柔的钢琴开始进入伴奏，奥尔森认为这首歌的节奏有“心跳的感觉”，让人想起她的狂野的梦和你失去了我。而《纽约客》的西内德·奥沙利文（Sinéad O'Sullivan）认为，这首歌曲展现了泰勒在2017年发行的《舉世盛名》专辑中的随你怎么说或长裙的一些元素。《公告牌》的杰森·利普舒茨（Jason Lipshutz）写道，这首歌“富有弹性的合成器就像摇晃的钢丝一样”，偶尔还有“低调的”钢琴声与“鬼魅的”和声利普舒茨 。《衛報》的亚历克西斯·佩特里奇斯（Alexis Petridis）写道，这首歌的高潮“从未真正到来”。
在歌词中，叙述者详细描述了一段错误的爱情，把她的前伴侣描绘成一位冷漠无情的男人。她哀叹道：“你把我留在了荒野中的房子里“，”你把我们献给了你最忧郁日子中的众神”，这里的荒野指的是伦敦的汉普斯特德荒野地区。这两句歌词描写了叙述者背负着“裂痕的重量”，她“紧握着你平静的怨恨”"以及她的怨恨（“我很生气因为我白白的把所有的青春献给了你”）。叙述者尝试拯救这段关系，但最终放弃了，在她失恋之后，她离开了她的伴侣与她曾经视为“家”的社区，她写道：“我停止了做心肺复苏，因为这没有用/我们交织的灵魂已不复存在，永远不再相见”，对这两句歌词，《Elle》的阿利莎·贝莉（Alyssa Bailey）和《时尚》的梅赫拉·邦纳（Mehera Bonner）认为这是在引用你失去了我的歌词。在歌曲的结尾，叙述者接受了现实：“再见，伦敦/我在这里过得很快乐/你似我的片刻阳光/但我不是你的命中注定”贝莉与今天网的艾琳娜·尼古劳（Elena Nicolaou）认为歌词是对斯威夫特与阿尔文分手的影射，但奥尔森与Pitchfork的莎德·德·苏扎（Shaad D'Souza）认为这首歌是斯威夫特在专辑恋人中发布的歌曲伦敦男孩的对立面，后者描述了斯威夫特对一位英国人的迷恋。

## 评价
再见，伦敦受到了评论家的普遍好评。一些评论家认为这首歌在情感上令人心碎 ，也有一些评论家把这首歌选为《苦难诗社》这张专辑中最好的几首歌之一。《泰晤士报》的威尔·霍奇金森（Will Hodgkinson）给再见伦敦做出了五星评价，并写道：“真挚，温柔而又富有诗意，这是一首真正催人泪下的歌曲”。《每日电讯报》的尼尔·麦考密克（Neil McCormick）形容这首歌“对一段渐行渐远的爱情做出了华丽，悲伤而又详细的剖析”。亨特-蒂尔尼和BBC的马克·萨维奇（Mark Savage）称赞这首歌是斯威夫特发行过的最好的歌曲之一，前者称赞她如何“带着悲伤与愤怒”讲述一段注定失败的爱情，后者则认为这是“堪称（斯威夫特）写过的最好的歌曲”。利普舒茨将再见，伦敦排在包含“合辑”版的《苦难诗社》31首歌曲排行榜中的第四位，并将歌词描述为“赤裸裸的真实”。
其他评论家也对这首歌做出了评价，亨特-蒂尔尼认为这是一幅“美丽且冷峻的电子风景画”，而《爱尔兰时报》的芬恩·麦克雷德蒙（ Finn McRedmond）称赞泰勒的嗓音具有“令人不可抗拒的黄油般的品质”，并认为她最好在低音域中使用这种嗓音。《好莱坞报道》的梅斯芬·费卡杜（Mesfin Fekadu）强调这首歌运用了“柔和的电子乐节拍” ，奥尔森把再见，伦敦列为专辑五首最佳曲目之一，在报道中她突出了这首歌令人心碎的歌词与令人不舍的制作Uproxx的乔希·库普（Josh Kurp）称这首歌为“第五首曲目中令人不寒而栗的新成员”。
但是也有一些评论家表达了不同的意见，他们认为这首歌在抒情方面缺乏新意。《苏格兰人报》的菲奥娜·谢泼德（Fiona Shepherd）称赞了这首歌的节奏“很有品味”，但也表示这首歌“像往常一样屈服于老一套的商业”。影音俱樂部的玛丽·凯特（Mary Kate）认为“心肺复苏”的意向借鉴了《你失去了我》，但她同时也表示，如果她能在专辑的“高产”期中留出更多时间“也不会变成一种损害”。Pitchfork的奥利维娅·霍恩（Olivia Horn）认为歌词使用了无效的隐喻，比如“五种不同的死亡原因”，《Paste》杂志的格蕾丝·拜伦（Grace Byron）认为，这首歌的副歌部分缺乏了斯威夫特通常展现的情感，但仍然是专辑中制作较好的歌曲之一。

## 商业表现
《苦难诗社》发行时，有九首歌曲占据了Billboard Global 200排行榜上的前十名，再见，伦敦首次发行便荣登该榜单第四名，并将斯威夫特进入该榜的前十名歌曲增加到33首。在美国，这首歌曲在公告牌百强单曲榜上名列第五，这首歌与专辑中的13首歌一起，使斯威夫特成为第一位独占百强单曲榜前14名的歌手。在澳大利亚，这首歌曲获得了澳大利亚唱片业协会单曲榜上第四名的好成绩，并以29首歌曲的成为单曲进入ARIA排行榜前50名纪录。

## 排行榜
| 排行榜（2024年）                       | 最高排名 |
| -------------------------------------- | -------- |
| 阿根廷（Argentina Hot 100）            | 52       |
| 澳大利亚（澳大利亚唱片业协会單曲榜）   | 4        |
| 比利时佛兰德（Ultratop五十强单曲榜）   | 40       |
| 巴西（《告示牌》Brasil Hot 100）       | 51       |
| 加拿大（Canadian Hot 100）             | 5        |
| 克羅埃西亞（《告示牌》Croatia Songs）  | 17       |
| 捷克（百強數位單曲榜）                 | 30       |
| 丹麥（Hitlisten单曲榜）                | 11       |
| 芬兰（芬蘭官方單曲榜）                 | 39       |
| 法国（法國唱片出版業公會單曲榜）       | 51       |
| 全球（Billboard Global 200）           | 4        |
| 希臘（國際唱片業協會希臘分會）         | 9        |
| 香港（《告示牌》Hong Kong Songs）      | 21       |
| 冰島（Plötutíðindi）                   | 16       |
| 印度（印度音乐产业协会全球20大單曲）   | 8        |
| 印尼（《告示牌》Indonesia Songs）      | 25       |
| 愛爾蘭（《告示牌》Ireland Songs）      | 7        |
| 意大利（意大利音乐产业联盟单曲榜）     | 83       |
| 拉脱维亚（拉脱维亚表演者和制片人协会） | 14       |
| 立陶宛（AGATA）                        | 28       |
| 盧森堡（《告示牌》Luxembourg Songs）   | 8        |
| 馬來西亞（《告示牌》Malaysia Songs）   | 13       |
| 馬來西亞（馬來西亞唱片業協會）         | 10       |
| 荷兰（百强单曲榜）                     | 34       |
| 新西兰（新西兰唱片音乐协会单曲榜）     | 5        |
| 挪威（世道單曲榜）                     | 12       |
| 菲律賓（《告示牌》Philippines Songs）  | 8        |
| 波蘭（波蘭百大串流榜）                 | 41       |
| 葡萄牙（葡萄牙唱片業協會单曲榜）       | 8        |
| 新加坡（新加坡唱片業協會）             | 8        |
| 斯洛伐克（百強數位單曲榜）             | 32       |
| 南非（TOSAC）                          | 15       |
| 西班牙（西班牙音樂製作協會）           | 45       |
| 瑞典（瑞典最熱榜）                     | 8        |
| 瑞士（瑞士热门音乐榜）                 | 11       |
| 阿拉伯聯合大公國（國際唱片業協會）     | 8        |
| 英國（官方榜单公司單曲銷售榜）         | 79       |
| 英國（官方榜单公司串流媒體榜）         | 7        |
| 美国（《告示牌》百大單曲榜）           | 5        |

## 销量认证
| 地區                           | 认证 | 认证单位/销量 |
| ------------------------------ | ---- | ------------- |
| 澳大利亚（澳大利亚唱片业协会） | 金   | 35,000‡       |
| ‡僅含認證的+實際銷量           |      |               |